# Кириш
Ки́риш (тур. Kiriş) — небольшой курортный поселок на берегу Средиземного моря в Турции. Расположен в 5 километрах к югу от города Кемер.

## Климат
Погода в Кирише ничем не отличается от таковой в Кемере. Горы, подступающие к самому морю, образуют преграду для потоков теплого воздуха, которые, поднимаясь по склонам, конденсируются в облака.Над морем и самим поселком преобладает ясная погода.

## Достопримечательности
Непосредственно в Кирише нет мест, заслуживающих особого внимания. Туристы довольствуются местной природой и развлечениями, предоставляемыми на территориях отелей.
 Зачастую отправляются к ближайшим достопримечательностям — Фазелис, Тахталы, Чиралы, Кемер, либо к более дальним.